# Uldsax
Uldsax er navnet på en af de første adelige slægter i Danmark. 
Uldsaxe slægten er ''fader-slægt'' til både Humble- og Klarskov slægten.   

## Humble og Klarskov Slægten
Det menes at Klarskov- og Humble slægten er forbundet med Uldsaxe slægten. 

### Humble Slægtens Forbindelse
I Vibergs præstehistorie står der: nedstammede Chresten Pedersen Humble fra den gamle danske adelsslægt Uldsaks, ligeledes i den hånskrevne del af Bloch "Den fynske gejstligheds historie" står, at han stammer i lige linie derfra. Men hvorledes har ikke været muligt at opspore, endnu da. Han var en halvbroders søn af den forrige præst i Humble Chresten Eriksen, og dennes fader var en Uldsaks. Altså må Chresten Pedersens fader have heddet Peder Eriksen. 
Det vides ikke om der er nogle med Humble som efternavn i dag. 

### Klarskov slægtens Forbindelse
Christen Pedersen var præst(eller provst) i Humble sogn som er en by på Langeland. Det er det han fik navnet Humble fra. Han underskrev Humbles kirke regnskabsbog som Christiern Pedersen (måske med Humble som efternavn) 
I Wibergspræste historie står der at Klarskov-slægten har sine rødder i Uldsaxe slægten under Christen Pedersen Humble, sognepræst og provst på Langeland, født o. 1560, død 1624, stamfader til en stor præsteslægt.
Klarskov slægten finder man mest på Sjælland men også i Jylland og på Grønland-

## Eksterne links
Slægtstræ
| Slægtsnavne | Spire Denne artikel om et slægtsnavn er en spire som bør udbygges. Du er velkommen til at hjælpe Wikipedia ved at udvide den. |